# Susan Sullivan
Susan Michaela Sullivan (nascida a 18 de novembro de 1942) é uma atriz norte-americana que participa em várias séries de televisão. Sullivan é provavelmente mais conhecida por papeis como Lenore Curtin Delaney em Another World (1971–76), como Lois Adams na sitcom da ABC It's a Living (1980–81), como Maggie Gioberti Channing na série de horário nobre Falcon Crest (1981–89), Kitty Montgomery na sitcom da ABC Dharma & Greg (1997–2002) e como Martha Rodgers em Castle (2009–2016).

## Vida e carreira

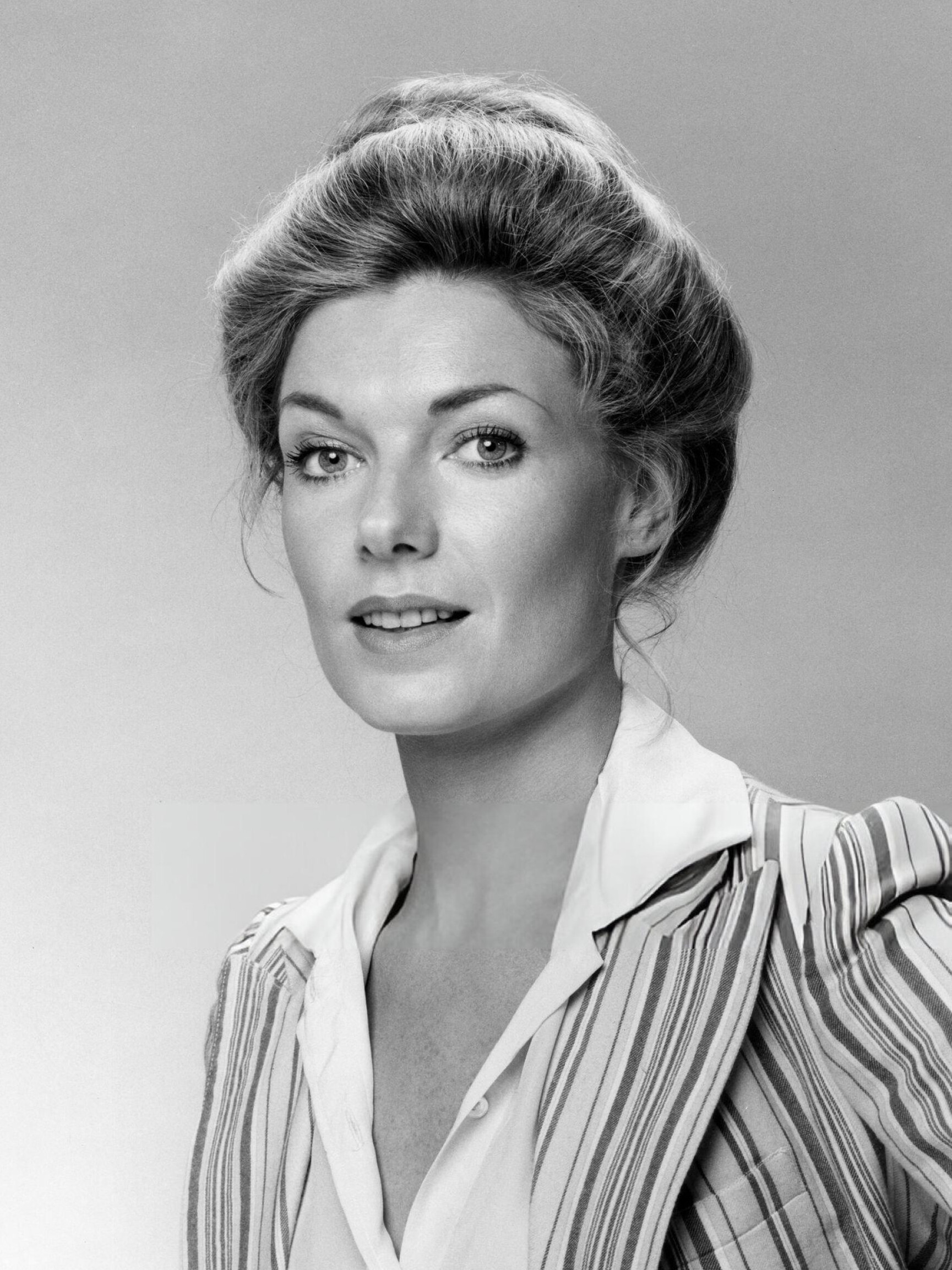
Sullivan em Rich Man, Poor Man, Book II (1976)

Susan nasceu em Nova Iorque, filha de Helen (Rockett) e Brendan Sullivan, um executivo de publicidade. Foi criada na povoação de Freeport, em Long Island, Condado de Nassau, Nova Iorque, onde concluiu os estudos na Escola de Freeport em 1960. Foi bacharel pela Universidade Hofstra em 1964. Começou a representar nos anos '60 contracenando com Dustin Hoffman na peça da Broadway Jimmy Shine. Conseguiu um contrato com a Universal Studios em 1969, tendo várias participações especiais em séries, principalmente as do daytime.
Conseguiu um papel em A World Apart em 1970 e posteriormente um papel durante cinco anos protagonizando Lenore Moore Curtin Delaney na série do daytime Another World. Assumindo o lugar de Judith Barcroft, Susan representou aquele papel de 1971 a 1976. Susan fez de Ann, namorada de Charlton Heston, uma nova personagem escrita para a versão televisiva do filme Midway de 1976. Depois protagonizou Dra. Elaina Marks com Bill Bixby no filme piloto de Incredible Hulk em 1977 e fez ainda de Poker Alice, contracenando com James Garner no papel de Bret Maverick, na série do mesmo nome, e Charles Frank no papel de Ben Maverick em The New Maverick, no ano seguinte.
Fez de Maggie Porter na sequela da série de televisão Rich Man, Poor Man, chamada Rich Man, Poor Man Book II. Protagonizou ainda Dra. Julie Farr em Having Babies de 1978 a 1979, e foi nomeada para o Emmy do Primetime de melhor atriz em série dramática, que se tornou em dois telefilmes e posteriormente numa série de televisão de curta duração em 1978. Em 1980, aparece na sitcom It's a Living, fazendo a empregada de mesa Lois Adams.
Em 1981, Susan ganhou o papel de Maggie Gioberti na série de horário nobre da CBS Falcon Crest, substituindo Samantha Eggar que apareceu no episódio piloto original. A série tornou-se um fenómeno de audiências e Maggie tornou-se o papel mais importante da carreira de Susan até à altura. Esteve na série de 1981 a 1989, período durante o qual foi nomeada para três Soap Opera Digest Awards. Susan decidiu sair da série em 1989, tendo aparecido até à altura em todos os seus episódios (207 de um total de 227 episódios produzidos). Susan aparece no primeiro episódio da temporada 9, quando a sua personagem morre afogada.
A seguir a Falcon Crest, Susan aparece em The George Carlin Show, de George Carlin, estrelando na série política de curta duração The Monroes a meio dos anos '90, e teve um papel coadjuvante no filme My Best Friend's Wedding (como mãe da personagem de Cameron Diaz). Em Dharma & Greg, fez a altiva matriarca Kitty Montgomery, de 1997 a 2002. A série reuniu Susan com o ator Mitchell Ryan (que fez de Edward, seu marido) e com quem ela havia trabalhado em Having Babies. Apareceu em quatro episódios na terceira temporada de Hope and Faith como Nancy Lombard, a terapeuta de Faith. Susan deu a voz à Rainha Hipólita na série animada de televisão Liga da Justiça Sem Limites. Também apareceu nas séries de televisão Brothers & Sisters, Joan of Arcadia e Two and a Half Men.
Desde 2009 que conjuntamente com Nathan Fillion, Stana Katic e Molly Quinn faz parte do elenco principal de Castle. A carreira de atriz da sua personagem, Martha Rodgers, tem algum paralelismo com a sua, incluindo referências a papeis de várias séries. Uma cena com Susan no filme piloto do The Incredible Hulk foi exibido na série, dizendo ser um dos trabalhos de Martha como atriz.

## Filmografia
| Ano       | Nome                                           | Papel                       | Notas |
| --------- | ---------------------------------------------- | --------------------------- | --- |
| 1967      | The Winter's Tale                              | Perdita                     | Telefilme |
| 1968      | Macbeth                                        | Third Witch                 | Telefilme |
| 1970      | The Best of Everything                         | April Morrison              | Regular |
| 1970–1971 | A World Apart                                  | Nancy Condon                | Regular |
| 1972      | Between Time and Timbuktu                      | Nancy                       | Telefilme |
| 1971–1976 | Another World                                  | Lenore Moore Curtin Delaney | Regular |
| 1975      | Medical Center                                 | Joanna Courtney             | Episódio: "No Hiding Place" |
| 1975      | S.W.A.T.                                       | Julia                       | Episódio: "The Vendetta" |
| 1975      | McMillan & Wife                                | Maggie Arnaud               | Episódio: "Requiem for a Bride" |
| 1975      | Petrocelli                                     | Janet Wilson                | Episode: "Too Many Alibis" |
| 1976      | Kojak                                          | Kelly McCall                | Episódio: "Both Sides of the Law" |
| 1976      | Bert D'Angelo/Superstar                        | Sharon Andress              | Episódio: "Scag" |
| 1976      | Bell, Book and Candle                          | Rosemary                    | Telefilme |
| 1977      | The City                                       | Carol Carter                | Telefilme |
| 1977      | The Incredible Hulk Pilot                      | Dra. Elaina Marks           | Telefilme |
| 1976–1977 | Rich Man, Poor Man Book II                     | Maggie Porter               | Regular (20 episódios) |
| 1977      | Roger & Harry: The Mitera Target               | Cindy St. Claire            | Telefilme |
| 1977      | The Magnificent Magical Magnet of Santa Mesa   | C.B. Macauley               | Telefilme |
| 1977      | Having Babies II                               | Dra. Julie Farr             | Telefilme |
| 1978      | Julie Farr, M.D.                               | Dra. Julie Farr             | Regular, 7 episódios Nomeação – Emmy do Primetime de melhor atriz em série dramática |
| 1978      | Deadman's Curve                                | Rainbow                     | Telefilme |
| 1978      | Having Babies III                              | Dra. Julie Farr             | Telefilme |
| 1978      | The Comedy Company                             | Linda Greg                  | Telefilme |
| 1978      | Killer's Delight                               | Dra. Carol Thompson         | |
| 1978      | The New Maverick                               | 'Poker' Alice Ivers         | Telefilme |
| 1979      | Breaking Up Is Hard to Do                      | Diane Sealey                | Telefilme |
| 1979      | O Barco do Amor                                | Dra. Emily Bradford         | Episódio: "No Hiding Place" |
| 1980      | Taxi                                           | Nora Sutton                 | Episódio: "What Price Bobby?" |
| 1980      | Marriage Is Alive and Well                     | Sara Fish                   | Telefilme |
| 1980      | The Ordeal of Dr. Mudd                         | Frances Mudd                | Telefilme |
| 1980      | City in Fear                                   | Madeleine Crawford          | Telefilme |
| 1980–1981 | It's a Living                                  | Lois Adams                  | Regular; 13 episódios |
| 1981      | Fantasy Island                                 | Dorothy Nicholson           | Episódio: "Perfect Husband, The/Volcano" |
| 1983      | Cave In!                                       | Senadora Kate Lassite       | Telefilme |
| 1986      | Rage of Angels: The Story Continues            | Mary Beth Warner            | Telefilme |
| 1981–1989 | Falcon Crest                                   | Maggie Gioberti Channing    | Regular (207 episódios) Nomeação - Soap Opera Digest Award para Melhor Atriz em papel principal de Horário Nobre (1988–89) |
| 1990      | Doctor Doctor                                  | Laura Stratford             | Episódio: "Family Affair" |
| 1991      | Perry Mason: The Case of the Ruthless Reporter | Twyla Cooper                | Telefilme |
| 1994      | A Perfect Stranger                             | Kaye                        | Telefilme |
| 1994–1995 | The George Carlin Show                         | Kathleen Rachowski          | Papel recorrente; 7 episódios |
| 1995      | The Monroes                                    | Kathryn Monroe              | Regular (8 episódios) |
| 1997      | O Casamento do Meu Melhor Amigo                | Isabelle Wallace            | |
| 1997      | Two Came Back                                  | Patricia Clarkson           | Telefilme |
| 2001      | Puzzled                                        | Anabel Norton               | |
| 1997–2002 | Dharma & Greg                                  | Kitty Montgomery            | Regular (119 episódios) Nomeação – Globo de Ouro de melhor atriz coadjuvante em televisão – Séries, miniséries e telefilmes (1999) Espectadores para o prémio de Qualidade em Televisão como Melhor Atriz Coadjuvante numa série de comédia (1998, 2000) |
| 2003      | Dead Like Me                                   | Mary Kate Hourihan          | Episódio: "Business Unfinished" |
| 2003      | I'm with Her                                   | Rosalyn                     | Episódio: "Meet the Parent" |
| 2004      | Joan of Arcadia                                | Rich Woman God              | Episódio: "The Gift" |
| 2005      | Judging Amy                                    | Patricia Millhouse          | Episódios: "Hard to Get" e "Too Little, Too Late" |
| 2005-2006 | Hope & Faith                                   | Nancy Lombard               | 4 episódios |
| 2006      | Dois Homens e Meio                             | Dorothy                     | Episódio: "Walnuts and Demerol" |
| 2007      | Irmãos e Irmãs                                 | Miranda Jones               | Episódio: "Game Night" |
| 2006–2007 | The Nine                                       | Nancy Hale                  | 7 episódios |
| 2009–2016 | Castle                                         | Martha Rodgers              | Regular |